# François Bardy
François Bardy est un homme politique français né le 14 février 1744 à Vézézoux (Haute-Loire) et mort le 16 avril 1831 au même lieu.

## Biographie
Homme de loi, maire de Vézézoux, il est élu suppléant à la Convention, et appelé à siéger comme député de la Haute-Loire le 5 floréal an III.

## Sources
- « François Bardy », dans Adolphe Robert et Gaston Cougny, Dictionnaire des parlementaires français, Edgar Bourloton, 1889-1891 [détail de l’édition]